# Rubidiumfluorosulfonat
Rubidiumfluorosulfonat, RbSO3F, ist eine chemische Verbindung des Rubidiums mit der Fluorsulfonsäure.

## Gewinnung und Darstellung
Das Salz ist das Reaktionsprodukt aus der Reaktion von Fluorfluorosulfonat und Rubidiumhydroxid.
{\displaystyle {\ce {FSO3F + 2 RbOH -> RbSO3F + RbF + H2O + 1/2O2}}}

## Eigenschaften
Die β-Modifikation von Rubidiumfluorosulfonat kristallisiert in einem orthorhombischen Kristallsystem. Es besitzt die Raumgruppe Pnma (Raumgruppen-Nr. 62) mit den Gitterparametern a = 8,7812 Å, b = 6,0318 Å und c = 7,5108 Å. Die α-Modifikation der Verbindung kristallisiert in einem triklinen Kristallsystem.